# Joop Boertjens
J.R.A. (Joop) Boertjens (Zwolle, 1948) is een Nederlands politicus van de VVD.

## Loopbaan
Hij is geboren in Zwolle, maar groeide op in Sneek en Langweer. Na de RHBS in Sneek studeerde hij Sociale geografie aan de Rijksuniversiteit Groningen. Daarna werd hij in Groningen docent aardrijkskunde; eerst op een gymnasium en vervolgens op de hogere landbouwschool. Hij is enkele jaren secretaris geweest van de Groninger Maatschappij van Landbouw welke later opging in het NLTO (Noordelijke Land- en Tuinbouw Organisatie) alwaar Boertjens het heeft gebracht tot secretaris-penningmeester.
Daarnaast was Boertjens ook politiek actief. Zo was hij van 1986 tot 1990 en van 1994 tot 2002 VVD-gemeenteraadslid in Zuidhorn. In mei 2000 werd hij gedeputeerde van de provincie Groningen met in zijn portefeuille onder andere economische zaken. Deze functie kwam beschikbaar toen zijn partijgenoot Alexander Sakkers burgemeester van Heerlen werd. Bij de Provinciale Statenverkiezingen van 2003 was hij in Groningen VVD-lijsttrekker. De VVD verloor bij die verkiezingen waarna hij niet meer terugkeerde als gedeputeerde maar als fractievoorzitter. In die periode begon hij een eigen adviesbureau. Daarnaast was hij in 2004 een half jaar waarnemend burgemeester van Winsum. In 2005 gaf hij het fractievoorzitterschap over aan Eisse Luitjens, maar bleef wel aan als Statenlid. In 2006 werd hij in Delfzijl, waar kort daarvoor een bestuurlijke crisis was uitgebroken, wethouder wat hij tot het eind van de raadsperiode in 2010 zou blijven. In 2011 werd Boertjens opnieuw waarnemend burgemeester; dit keer in Leeuwarderadeel. Zijn burgemeesterschap eindigde toen deze gemeente op 1 januari 2018 werd opgeheven en opging in de gemeente Leeuwarden.